# Alfred Marquart
Alfred Marquart (Pseudonym: Martin S. Gans; * 1945 in Waibstadt; † 3. September 2012 in Heidelberg) war ein deutscher Hörfunkjournalist, Moderator und Autor.

## Leben
Alfred Marquart war 39 Jahre lang für die Hörfunkprogramme des Süddeutschen Rundfunks, des Südwestfunks und ihrer Nachfolgeanstalt Südwestrundfunk tätig. 
Nach einem Studium der Germanistik, der Geschichte, der Politik sowie der Philosophie an der Universität Heidelberg entschied er sich gegen eine Universitätslaufbahn und trat 1971 ein Volontariat beim Süddeutschen Rundfunk an. Er wurde Redakteur beim Jugendfunk, später bei dem politischen Magazin „Südfunk aktuell“. Marquart arbeitete für alle drei Hörfunkwellen des SDR. Im Jahr 1980 wechselte er zum Programm Südfunk 3 und moderierte dort die Sendungen „Bücherbar“ und „Kultur um fünf“. Gemeinsam mit Herbert Borlinghaus schrieb er in dieser Zeit die satirisch angelegte Hörspielreihe Der Frauenarzt von Bischofsbrück, die den Trivialroman parodierte. Die Serie wurde von mehreren anderen ARD-Anstalten übernommen.
Danach ging Marquart zum Südwestfunk nach Baden-Baden und wurde im Mai 1988 Abteilungsleiter Unterhaltung/Magazine beim SWF-Hörfunk. Im Zeitraum 1998 bis 2010 war er eine der prägenden Stimmen im Kulturprogramm SWR2.
Marquart war verheiratet, er hatte fünf Kinder, und er sagte von sich selbst, ohne Musik könne er nicht leben. Dem Musiktheater sei er verfallen, seit er im Alter von fünf Jahren eine Aufführung des Don Giovanni besucht habe. Zu seinen „Leidenschaften“ hätten gehört: „Kochen (italienisch), Rotwein (französisch), Malerei (italienische Renaissance) und Bücher (alles).“ Er starb am 3. September 2012 in Heidelberg.

## Hörspiele
- 1996: Sherlock Holmes und die Whitechapel-Morde – Regie: Patrick Blank (Hörspiel – SWF)